# Hildburghausen
Hildburghausen ist die Kreisstadt des gleichnamigen Landkreises. Sie ist die ehemalige Residenzstadt des von 1680 bis 1826 bestehenden Herzogtums Sachsen-Hildburghausen und liegt im fränkisch geprägten Süden des Freistaats Thüringen.

## Geografie
Hildburghausen liegt im Tal der Werra, etwa 381 m ü. NHN hoch am südwestlichen Rand des Buntsandsteinlandes zwischen dem Thüringer Wald im Norden und dem Grabfeld im Süden. Nördlich liegt der Hildburghäuser Stadtwald mit bis zu 550 m hohen Bergen.
Vom flacheren Coburger Land wird die Stadt im Südwesten und Süden durch den Häselriether Berg (526 m), den Stadtberg (496 m) und den Krautberg (488 m) getrennt.
Hildburghausen besteht aus der Altstadt und der kleineren, 1710 von Hugenotten angelegten Neustadt. Außerdem gehören die Ortsteile Birkenfeld, Bürden, Ebenhards, Gerhardtsgereuth, Häselrieth, Leimrieth, Pfersdorf, Wallrabs und Weitersroda zur Stadt.
Angrenzende Gemeinden sind Auengrund, Brünn/Thür., Römhild, Kloster Veßra, Reurieth, die Stadt Schleusingen, Straufhain und Veilsdorf.

## Geschichte

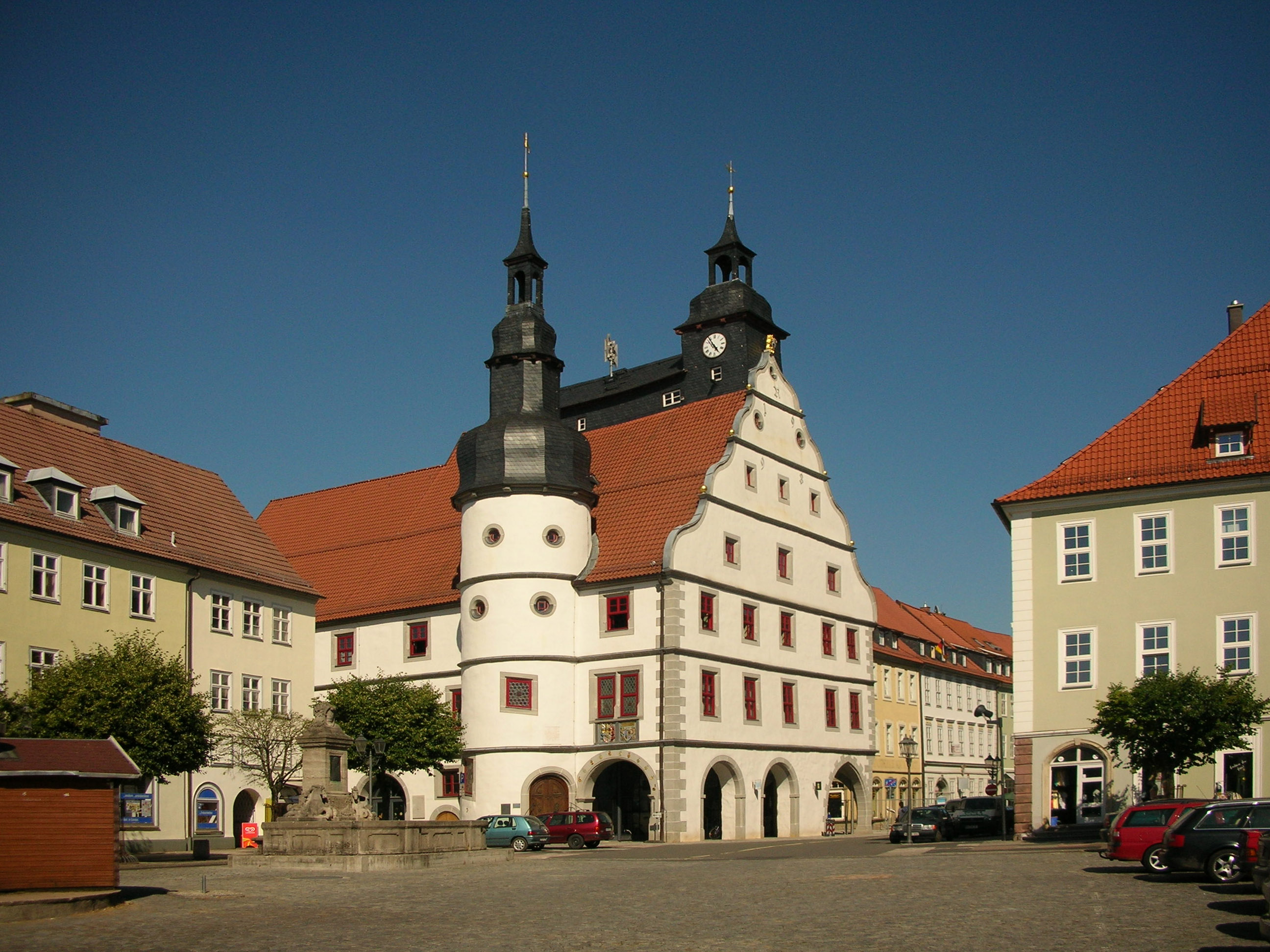
Historisches Rathaus

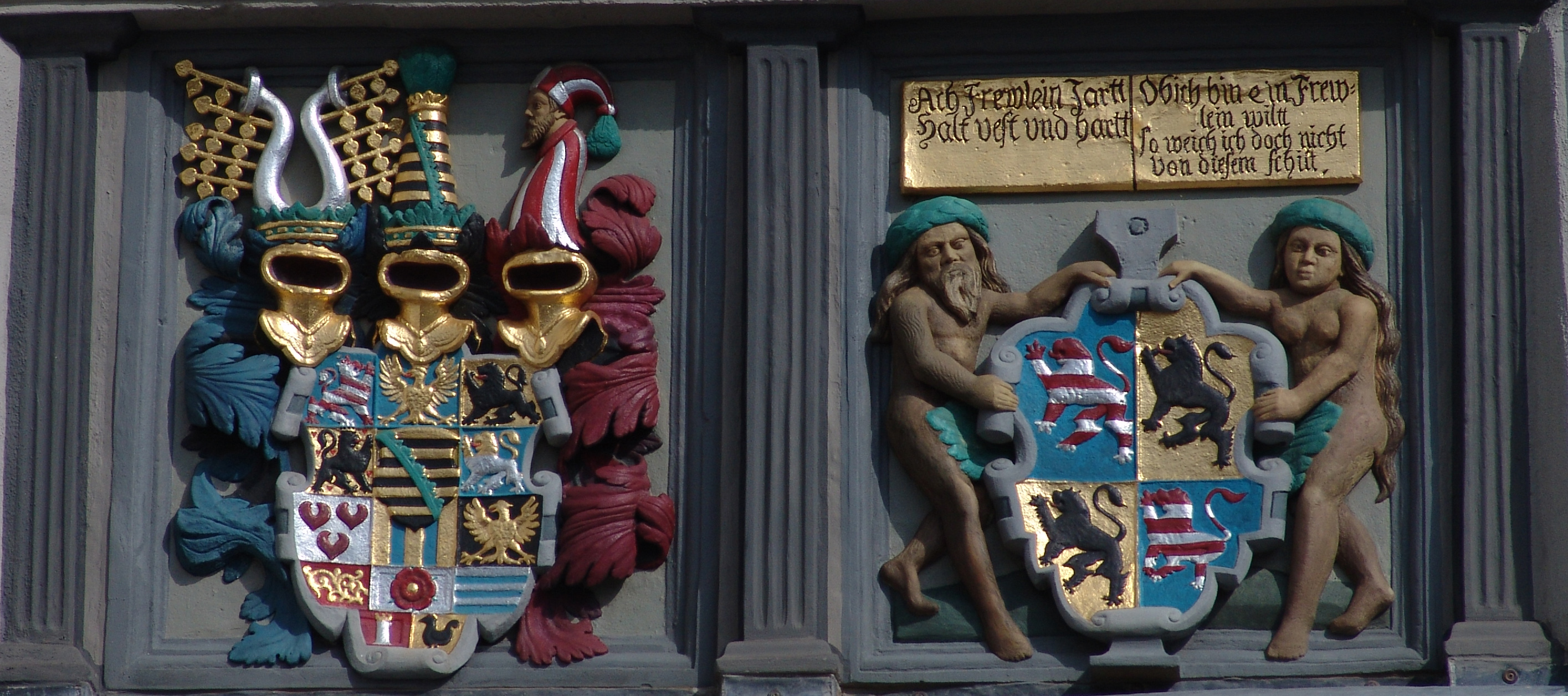
Wappentafel am Rathaus

### 9. Jahrhundert bis 1600
Hildburghausen ist eine fränkische Siedlung aus der Zeit vor 900 und wurde 1234 als „Hilteburgehusin“ oder „Villa Hilperti“ erstmals urkundlich erwähnt. Bis zu diesem Jahr gehörte es den Grafen von Henneberg-Botenlauben; der als Urkunde überlieferte Kaufvertrag regelte die Bedingungen für die Übernahme der Stadt durch das Hochstift Würzburg.
Im Zentrum der Stadt befand sich am Marktplatz als wohl erstes aus Stein nachweisbares Profanbauwerk die Kemenate eines Stadtadeligen von Hildburghausen. Das Gebäude wird in der Stadttopographie als „Steinhaus“ bezeichnet. Ein weiteres frühes Gebäude der Stadt ist die 1286 erstmals belegte Stadtkirche. Auf ein städtisches Rathaus deutet die Erwähnung eines 1314 erwähnten Stadtbuches und von Ratsherren hin. Die Stadt wurde im späten 13. Jahrhundert von den Herren von Wildberg dominiert, ihre Lehensbesitzungen erhielten sie vom Würzburger Bischof, die Wildberger Stadtherrschaft endete bereits 1304.
Die Stadt wurde im Jahr 1316 erneut verkauft und zwar an die Grafen von Henneberg-Schleusingen. Graf Berthold VII. förderte als neuer Stadtherr die Siedlung durch Überlassung eines stadtnahen Waldstücks; die Bürger sollten den unvollendeten Stadtmauerring schließen und die Befestigungsanlagen modernisieren. Bereits 1324 erhielt Hildburghausen das Stadtrecht in Verbindung mit dem Bau einer Stadtbefestigung. Im Jahr 1325 wechselte das Steinhaus in das Eigentum des Rates und diente für Zwecke der Stadtverwaltung. Die 1331 erwähnten Juden betrieben regen Fernhandel. Die meisten Bewohner waren Ackerbürger, sie lebten von der Landwirtschaft, betrieben Handwerk und Handel. Hildburghäuser Spezialität war die Tuchmacherei.
Durch Erbschaft gelangte Hildburghausen 1353 an die Burggrafen von Nürnberg. Gleichzeitig erhielt Markgraf Friedrich III. von Meißen die Pflege Coburg. Dieser wettinische Einbruch in die vom Würzburger Bistum dominierte Region blieb militärisch ohne Folgen. Ein erster Großbrand, bei dem auch das als Rathaus und Stadtarchiv genutzte Steinhaus ausbrannte, zerstörte 1388 die Hildburghäuser Altstadt. Erst 1395 begann sich die Stadt von den Folgen des Brandes zu erholen. Das noch immer als Ruine bestehende Steinhaus durfte mit Erlaubnis des Landgrafen zum Rathaus mit der Doppelfunktion als Kaufhalle neu errichtet werden. Mit dem Baugesuch sind auch die Tuchmacher-, Bäcker- und Fleischhauerzünfte der Stadt belegt.
Hinweise auf die wirtschaftliche Entwicklung sind Steuerlisten; das erste Verzeichnis wurde 1412 angefertigt und enthält die Namen der steuerpflichtigen Stadtbürger.
Bei der ersten Teilung des wettinischen Gesamtstaates 1485 erhielt der Ernestiner Familienzweig Hildburghausen. Bereits 1524 wurde die katholische Messe abgeschafft; bis 1528 trat die Mehrheit der Stadtbevölkerung zum Protestantismus über und es fand die erste Kirchenvisitation statt. 1541 erhielt die Stadt ein neues Schulgebäude. Man brach auch mit anderen Traditionen und gründete 1535 den „Neuen Gottesacker“ als Begräbnisstätte vor den Toren der Stadt.
In Hildburghausen fanden von 1532 bis 1693 Hexenverfolgungen statt. 29 Frauen und ein Mann gerieten in Hexenprozesse. Elf Frauen wurden verbrannt. Eine Frau und ein Mann starben im Gefängnis, eine Frau starb unter der Folter. In den Gemeindeteilen Schleusegrund, Gerhardtsgereuth, Leimrieth, Pfersdorf und Wallrabs gerieten acht Menschen in Hexenprozesse.
1572 fiel Hildburghausen an die ernestinischen Herzöge von Sachsen-Coburg. Die von Kriegen weitgehend verschonte Kleinstadt wurde 1572 von einem Wirbelsturm heimgesucht. Die Wirtschaftsgrundlage der Stadtbevölkerung, Textilherstellung und -veredlung, wurde dabei weitgehend vernichtet, die Wollvorräte und Fertigwaren wurden vom Sturm fortgerissen. Kaum ein Gebäude blieb unbeschädigt. 1575 fielen 300 und 1585 mehr als 160 Bewohner der Pest zum Opfer.
Das heutige Rathaus wurde 1594 bis 1595 im Renaissancestil am Marktplatz errichtet und eingeweiht. Unter der Regentschaft des Sachsen-Coburger Herzogs kam Hildburghausen zu einer erneuten wirtschaftlichen Blüte.

### 1600 bis 1900
Während des Dreißigjährigen Krieges litten Stadtbevölkerung und Hinterland unter häufig wechselnden Kriegsvölkern, Hungersnöten, Teuerung und der Pest. In dieser Zeit sank die Einwohnerzahl von etwa 2500 auf 700. Mit einem Friedensfest wurde am 19. August 1650 das Kriegsende gefeiert. Als die Nachfolger Casimirs 1638/40 ausstarben, kam Hildburghausen zu Sachsen-Altenburg und 1672/80 zu Sachsen-Gotha-Altenburg. Ab 1680 war die Stadt Residenz des Fürstentums Sachsen-Hildburghausen – ab 1702 mit voller Landeshoheit, was allerdings nur geringe wirtschaftliche Belebung brachte.

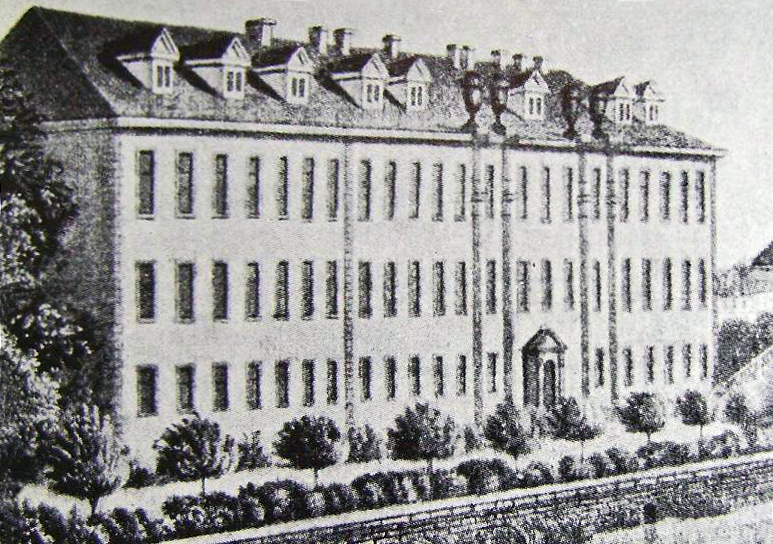
Schloss (um 1800)

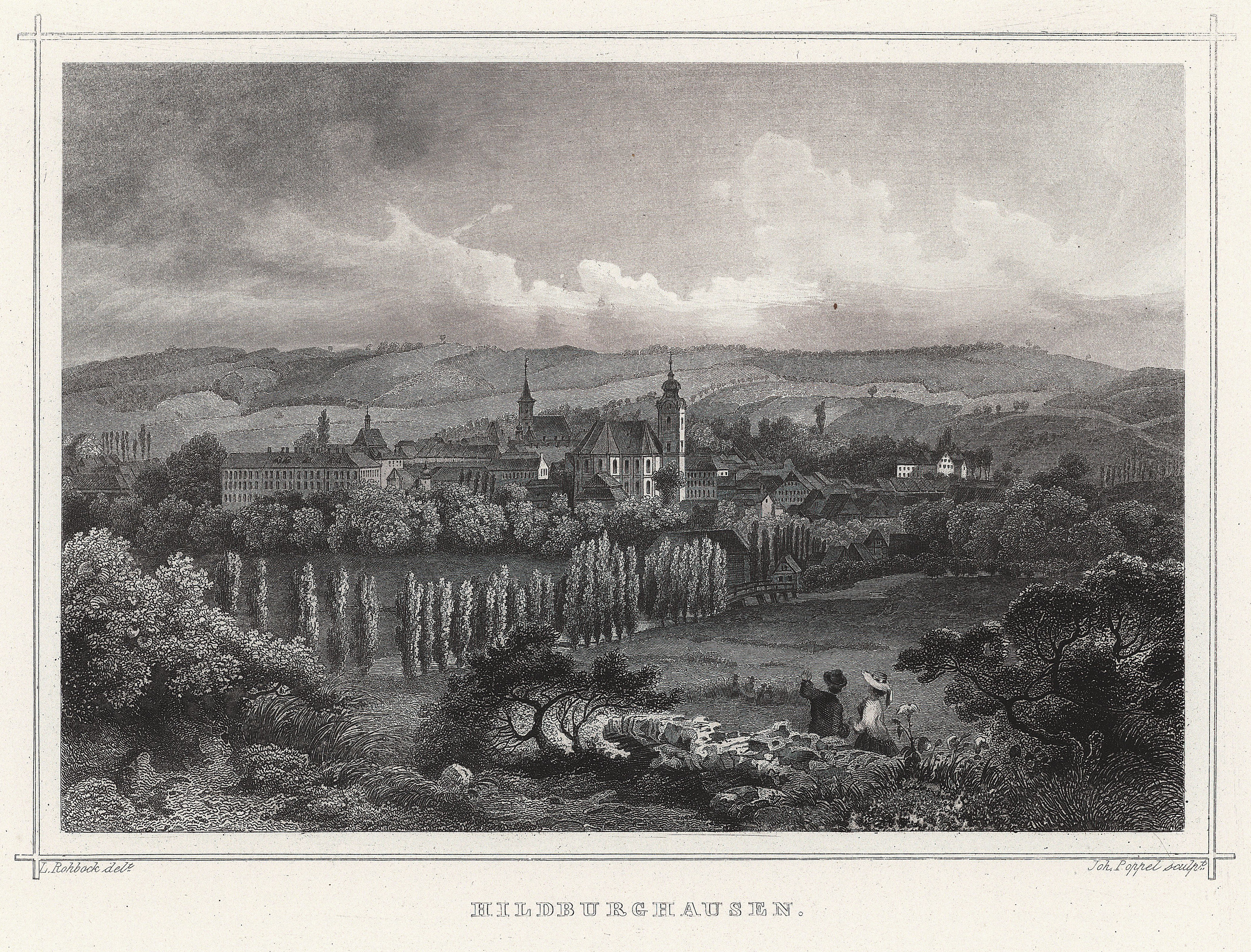
Hildburghausen im 19. Jahrhundert

Das Schloss Hildburghausen wurde 1685/95 erbaut, im April 1945 durch amerikanischen Beschuss schwer beschädigt und 1949/50 abgetragen. Das Regierungsgebäude stammt aus der Zeit um 1760. 1826 wurde Sachsen-Hildburghausen aufgelöst und das Herrscherhaus Sachsen-Hildburghausen benannte sich in Haus Sachsen-Altenburg um. Die Stadt kam zu Sachsen-Meiningen, das am 5. November 1918 Volksstaat/Freistaat wurde (Freistaat Sachsen-Meiningen), und ging mit diesem am 1. Mai 1920 im Land Thüringen auf. Bereits seit 1868 ist Hildburghausen Kreisstadt.

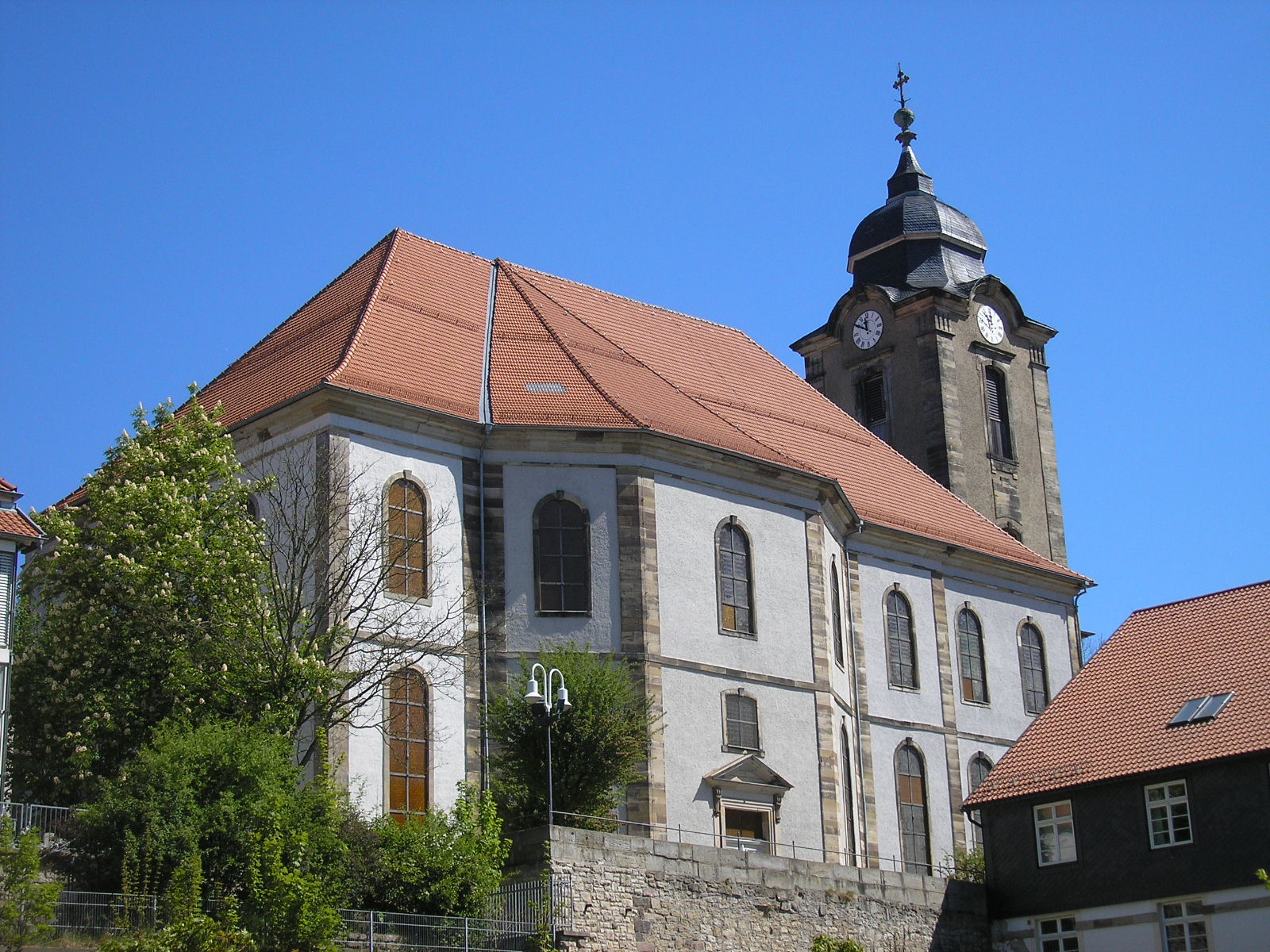
Stadtkirche

Das Stadtbild wurde im 18. Jahrhundert durch einen Stadtbrand (1779) und viele Neubauten verändert, zu ihnen gehören die 1722 eingeweihte Reformierte Kirche, die 1755 geweihte Neustädter Kirche und die 1781 bis 1785 erneuerte Stadtkirche als Christuskirche. Das aus einem 1721 nachgewiesenen Ballhaus hervorgegangene Hildburghäuser Theater wurde um 1755 eröffnet.

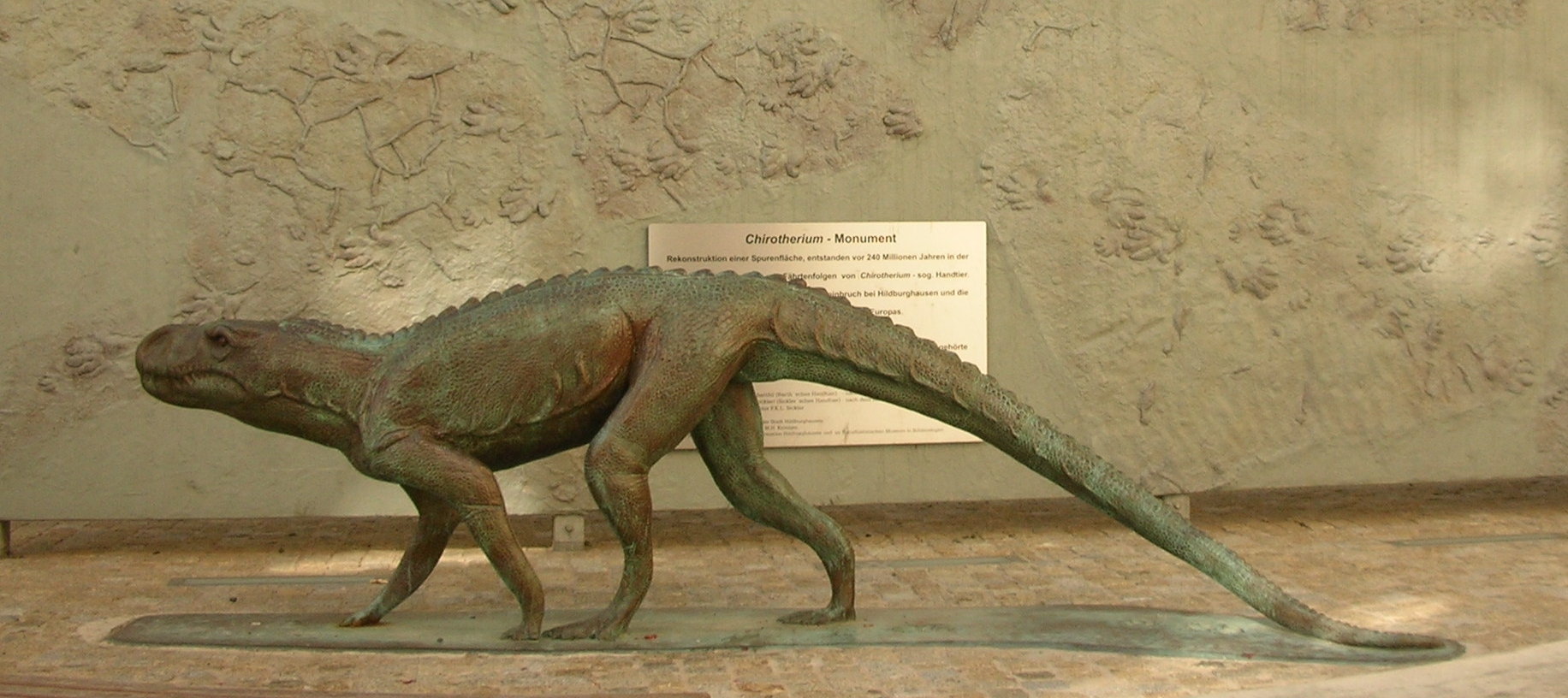
Chirotherium-Monument mit Rekonstruktion einer Spurenfläche

Die Bedeutung Hildburghausens als Bildungsstadt wuchs mit der 1714 vollzogenen Gründung des „Gymnasium academicum“. 1766 erschien wöchentlich die erste Hildburghäuser Zeitung als Mitteilungsblatt. 1795 wurde ein Schullehrer-Seminar gegründet. Der Freimaurergeist wurde 1786 mit der Gründung des Freimaurerordens „Karl zum Rautenkranz“ manifestiert. Durch Nachforschungen des Gymnasialdirektors Friedrich Sickler wurden 1834 in einem Sandsteinbruch in Weitersroda fossile Trittsiegel und Fährten von Reptilien aus der Trias gefunden. Die entsprechende Spurenfossilgattung wurde Chirotherium genannt und erlangte eine Bedeutung in Geologie und Paläontologie. Daran erinnert ein Denkmal auf dem Marktplatz. Meyers Bibliographisches Institut, das 1828 von Gotha nach Hildburghausen verlegt wurde, war für die Stadt von besonderer Bedeutung. Das neue Hildburghäuser Gymnasium wurde 1876 in der Georgenstraße erbaut, 1896 folgte ein Neubau für das Technikum am Rande des Schlossparks in der Helenenstraße. Das erste Museum eröffnete 1904 seine Schausammlungen.
Die 1711 eingewanderten Hugenotten siedelten sich in der 1710 angelegten Neustadt an. Sie führten die Woll- und Strumpfwirkerei ein. Auch eine kleine jüdische Gemeinde war in Hildburghausen ansässig, die 1811 geweihte Synagoge stand in der Marktstraße und wurde 1933 zerstört (s. u.).

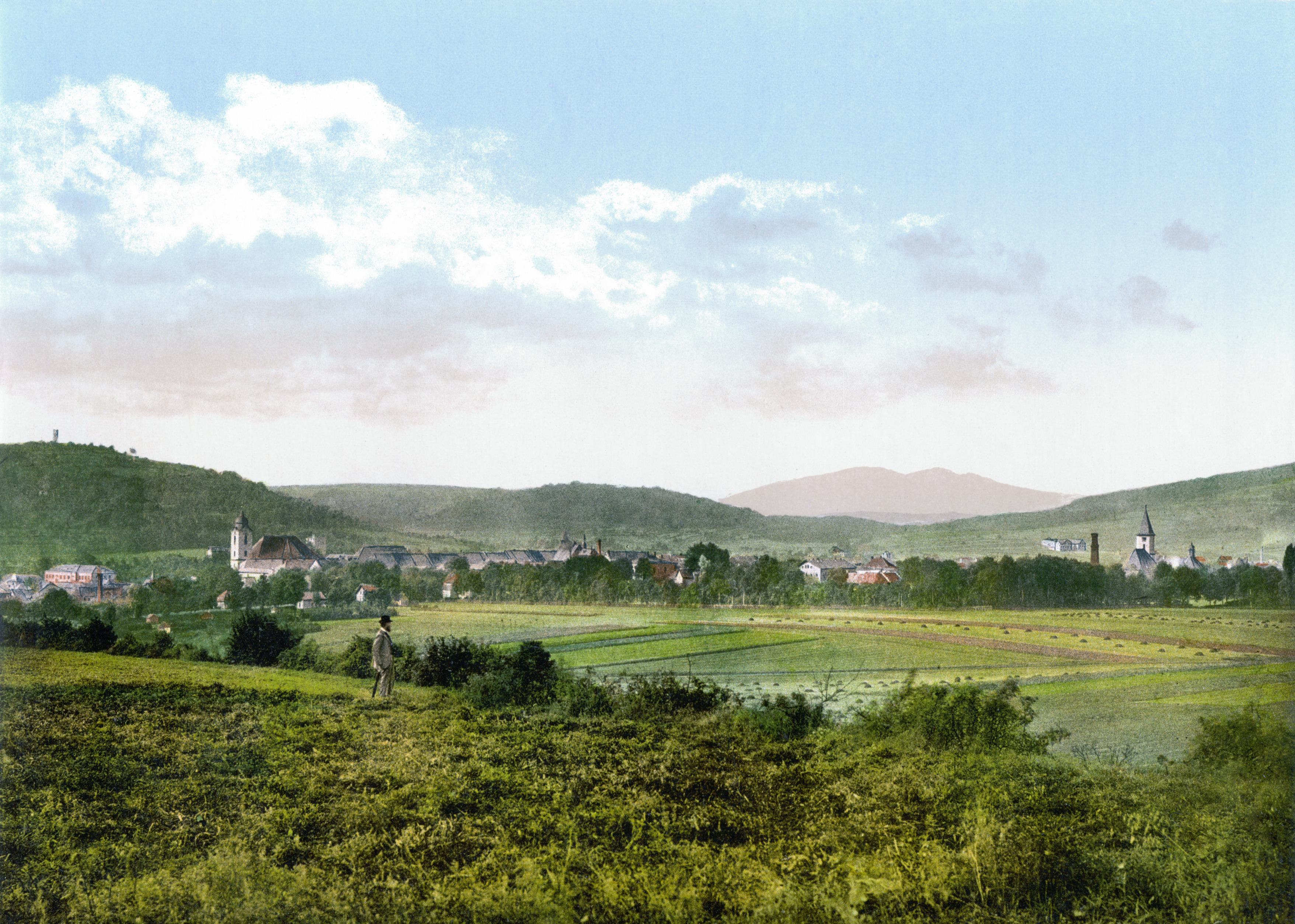
Hildburghausen um 1900

Im Bibliographischen Unternehmen fand 1836 der erste Streik deutscher Buchdrucker statt. 1858 erhielt die Stadt mit der Werrabahn Eisenbahnanschluss nach Eisenach und Coburg/Lichtenfels. Als einer der ersten Erzeuger von Instantprodukten stellte der Hildburghäuser Unternehmer Rudolf Scheller 1872 eine Art Fertigsuppen industriell her.
Im späten 19. Jahrhundert erlangte die Stadt einen zweifelhaften Ruf, als man 1866 die Eröffnung der „Landes-Irrenanstalt“ in der Presse bekanntgab. Die mit 54 Kranken belegte Anstalt wurde am nordöstlichen Stadtrand errichtet und war zum Schutz der Bevölkerung mit hohen Mauern und Schutzeinrichtungen der damaligen Zeit versehen. Man hatte sogar einen eigenen Friedhof im Anstaltsgelände anlegen müssen.
Nach der 1867 zwischen dem Herzogtum Sachsen-Coburg und Gotha und Preußen abgeschlossenen und 1873 erneuerten Militärkonvention bildeten die Truppen der beiden Herzogtümer im Deutschen Kaiserreich mit denen von Sachsen-Meiningen das 6. thüringische Infanterieregiment Nr. 95, das zum 11. preußischen Armeekorps in Kassel gehörte. Dessen I. Bataillon lag in Gotha in Garnison, das II. Bataillon in Hildburghausen und das III. Bataillon in Coburg.

### 1900 bis zum Zweiten Weltkrieg
Im Frühjahr 1907 wurde der SPD-Ortsverein gegründet, 1920 der der KPD.
Der Erste Weltkrieg forderte 231 Menschenleben aus Hildburghausen. An sie erinnert ein Ehrenmal von 1925 auf der Kriegsgräberstätte des Hauptfriedhofs. Zahlreiche Steinkreuze gehören zu den Gräbern von 63 in Lazaretten der Stadt (oder im Heimaturlaub) von 1914 bis 1920 verstorbenen Soldaten.
Die Bevölkerung feierte 1924 als Großereignis das Jubiläum der 600-Jahr-Feier der Stadtrechtsverleihung.
Am 12. Juli 1930 erhielt Adolf Hitler, der als illegaler Einwanderer aus Österreich nach Deutschland gekommen war und sich hier trotz österreichischer Staatsbürgerschaft als staatenlos ausgab, vom Thüringer Innenminister und Minister für Volksbildung Wilhelm Frick auf dem NSDAP-Gautag heimlich eine Ernennungsurkunde zum Gendarmeriekommissar, um so die Einbürgerung Adolf Hitlers zu ermöglichen. Als Beamter wäre er automatisch Deutscher geworden, was eine Voraussetzung war, um als Reichspräsident antreten zu können. Hitler erhielt so die Staatsangehörigkeit zum Gliedstaat des deutschen Reiches Thüringen. Wenige Tage später vernichtet Hitler jedoch die Ernennungsurkunde und weist Frick an, dasselbe mit der Empfangsbestätigung zu tun. Vermutlich erscheint Hitler die Position eines Provinzbeamten seiner Person unwürdig. Als Scheingeschäft wäre die Ernennung außerdem rechtlich anfechtbar gewesen und hätte zu einem politischen Skandal führen können. Nachdem der Sachverhalt 1932 dennoch öffentlich wurde, führte dies zu zahlreichen belustigten Presseartikeln.
Mit der Machtergreifung der Nationalsozialisten brach eine Terrorherrschaft über bestimmte Teile der Stadtbevölkerung herein.
Nach Zerstörung der Synagoge 1933 endete das dortige Gemeindeleben. Der jüdische Fabrikant Gassenheimer hatte daraufhin sein Gartenhaus für den Kultus zur Verfügung gestellt. Es wurde bei den Novemberpogromen 1938 geschändet. Die Kultgegenstände wurden verbrannt, das Gebäude blieb jedoch erhalten und steht seit 1990 unter Denkmalschutz. Das Gedenkbuch – Opfer der Verfolgung der Juden unter der nationalsozialistischen Gewaltherrschaft 1933–1945 verzeichnet 22 jüdische Einwohner Hildburghausens, die im Holocaust ermordet wurden.
Zwischen 1934 und 1940 wurden 522 Männer und 458 Frauen der Stadt und Umgebung zwangssterilisiert. Zahlreiche Patienten der in Landesheilanstalt Hildburghausen umbenannten Einrichtung wurden im Euthanasie-Programm Aktion T4 ermordet.
Anfang September 1939 kamen an die tausend Saarländer als „Rückgeführte“ im Rahmen der „Freimachung“ der sog. „Roten Zone“ entlang der deutsch-französischen Grenze nach Hildburghausen und wurden von der Stadt auf viele Haushalte verteilt. Im ganzen Kreis Hildburghausen waren es über 3.500 Menschen. Sie verbrachten fast ein Jahr in ihren Privatquartieren, bis die meisten im Sommer 1940 wieder in die Heimat zurückkehren konnten, nachdem deutsche Truppen Frankreich besiegt und besetzt hatten. In der Kirche St. Leopold erinnert ein kunstvoller Kreuzweg aus Glasmalerei und Mosaiksmalten, der 1940 von „glücklich heimgekehrten Saar-Katholiken“ infolge eines Gelübdes gestiftet und am 2. März 1941 eingeweiht worden war.
Während des Zweiten Weltkrieges mussten mehr als 420 Frauen, Kinder und Männer, vorwiegend aus der Sowjetunion, in acht Betrieben der Stadt Zwangsarbeit in der Norddeutschen Maschinenfabrik, der Möbelfabrik, der Bahnmeisterei, der Glashütte, der Firma Beyer & Pensky, bei der Stadtverwaltung und beim Dampfsägewerk Mohr & Co. leisten.
Von den Kampfeinsätzen im Zweiten Weltkrieg kehrten über 200 Soldaten nicht zurück
Ein amerikanischer Luftangriff am 23. Februar 1945 im Rahmen der Operation Clarion mit 13 B-17 „Flying Fortress“ und 33 Tonnen Bombenlast forderte mindestens 111 Menschenleben aus der Zivilbevölkerung. Ein Zehntel des Wohnungsbestandes wurde zerstört. Das Kriegsende wurde durch den Einmarsch der US-amerikanischen Verbände spürbar, die seit Anfang April entlang der Werra nach Osten vorrückten. Durch Artillerie-Beschuss wurden am 7. April 1945 zahlreiche Gebäude in der Stadt getroffen, so die Apostelkirche, die Christuskirche, das Rathaus und das Amthaus am Markt. Besonders schwere Schäden erlitt das Schloss.

### Nachkriegszeit und Gegenwart
Die Stadt lag nach ihrer vertragsgemäßen Übergabe durch den amerikanischen Stadtkommandanten an Einheiten der Roten Armee ab dem 4. Juli 1945 in der Sowjetischen Besatzungszone (SBZ). Als Besatzungstruppe blieben Teile des 117. Garde-Mot. Schützenregiments der 8. Gardearmee, das in Meiningen stationiert war, viele Jahre in Hildburghausen. Da die Schlosskaserne zerstört war, wurden die Gebäude des Technikums als Kaserne benutzt. Die Schule Technikum wurde im Januar 1946 geschlossen. Es kam zunächst zu Demontagearbeiten von Industrieeinrichtungen und Gleisanlagen durch die sowjetische Militäradministration. Vom 1. Dezember 1945 bis 5. August 1946 wurde der Rüstungsbetrieb Norddeutsche Maschinenfabrik (Nordeuma) bis auf eine Produktionshalle vollständig demontiert und in die Sowjetunion abtransportiert. Auch die Kleinbahnstrecke von Hildburghausen nach Heldburg und Lindenau wurde Ostern 1946 demontiert. Da die Industrieausrüstungen oft unvollständig die Sowjetunion erreichten und große Probleme bei Aufbau und Inbetriebnahme auftraten, kam es zu einem Umdenken. In den Folgejahren wurde der industrielle Wiederaufbau durch die Gründung von sowjetisch-deutschen Aktiengesellschaften zum Regelfall, die Reparationsleistungen wurden durch Fertigprodukte abgegolten. Am 1. Juni 1948 wurde als größte Werksanlage der Stadt die verstaatlichte Paul-Kätsch-KG in Volkseigentum überführt und sie firmierte unter VEB TEWA Schrauben- und Holzbearbeitungsfabrik. In den 70er und 80er Jahren fertigten in der „Schraube“ bis zu 1700 Beschäftigte aus der Stadt und dem Umland Normteile und Kleineisenwaren als industrielle Massenware.

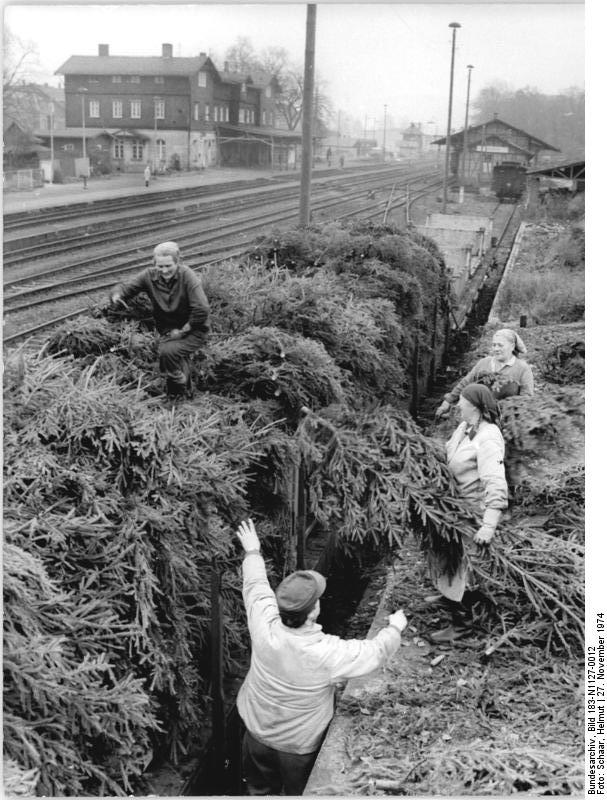
Verladung von Weihnachtsbäumen im Bahnhof Hildburghausen, 1974

Nach dem 7. Oktober 1949 gehörte die Stadt zum Staatsgebiet der neugegründeten Deutschen Demokratischen Republik (DDR). Im selben Jahr wurde die Schlossruine, obwohl wiederaufbaufähig, zum Abbruch freigegeben. Nach der endgültigen Abriegelung der innerdeutschen Grenze im Mai 1952 wurde am 25. Juli 1952 in der DDR eine Gebietsreform durchgeführt. Aus den ehemaligen Ländern wurden Bezirke. Hildburghausen wurde zur Kreisstadt. Die nach dem Berliner Mauerbau vollzogenen wesentlich erweiterten und systematisch bewachten Sicherungen entlang der gesamten DDR-Grenze, vor allem die Einrichtung der Fünf-Kilometer-Sperrgebiete, wirkten sich auf Hildburghausen negativ aus. Der südlich der Stadtgrenze gelegene Teil des Kreises mit zahlreichen Orten, Betrieben und Sehenswürdigkeiten fiel unter die Sperrgebietsverordnung und konnte von vielen Einwohnern nicht mehr betreten werden. Im Jahr 1972 wurde ein Teil der betroffenen Orte wieder aus dem Sperrgebiet herausgelöst.
Hildburghausen war seit 1961 Standort des Grenzregiments Hildburghausen (Grenzbrigade 11 mit Stab in Meiningen) der Grenztruppen mit vier Grenzbataillonen in Untermaßfeld, Römhild, Heldburg und Veilsdorf. Nach Umstrukturierungen 1971 (Grenzkreiskommando Hildburghausen 403) verblieb in Hildburghausen bis 1989 der Gefechtsstand GGK 403, der Truppenübungsplatz und ein Kfz-Instandsetzungszug der Grenztruppen. Die Einwohnerzahl der Stadt wuchs durch Zuzug von Soldaten und Offizieren und ihren Familien stark an.
Der von der SED-Führung in den 1970er Jahren beschlossene Entwurf für den Aufbau der sozialistischen Gesellschaft hatte ein auf Jahrzehnte angelegtes Modernisierungs- und Wohnungsbauprogramm gestartet. Für die Kreisstädte wurde der Bau von Plattenbausiedlungen unter gleichzeitiger Vernachlässigung und teilweisem Abriss der altstädtischen Kerne vorgegeben.
In der DDR-Zeit war Hildburghausen neben seiner Bedeutung als Kreisstadt und Standort der metall- und holzverarbeitenden Industrie auch weiterhin traditioneller Klinikstandort der als Bezirksnervenklinik ausgewiesenen Heilanstalt. Die nach dem Zweiten Weltkrieg modernisierten Gesundheitseinrichtungen wurden durch einen 1984 errichteten Neubau einer weiteren Poliklinik ergänzt, es gab weiterhin das Kreiskrankenhaus, eine schon 1949 eröffnete Poliklinik und über das Stadtgebiet verteilte Praxen.
Kultureinrichtungen waren das Kreiskulturhaus Freundschaft, das Stadtmuseum, die Kreisbibliothek Joseph Meyer, das Apollo-Filmtheater und die vom Meininger Theater bespielte historische Bühne des Hoftheaters. Der Tourismus wurde wegen der Grenznähe nicht gefördert.
Im Jahr 1993 wurde das Stadtmuseum Hildburghausen in der „Alten Post“ erneut eröffnet. Das Museum zur Geschichte der Stadt entstand ehemals 1904.
2024 feiert die Stadt das 700-jährige Stadtjubiläum.

### Eingemeindungen
- Am 1. Januar 1969 wurden die ehemals selbständigen Anliegergemeinden Häselrieth und Wallrabs eingemeindet.
- 1974 wurde der Ort Birkenfeld eingemeindet.[14]
- Am 8. März 1994 folgten Bürden, Ebenhards, Gerhardtsgereuth, Leimrieth, Pfersdorf und Weitersroda.

### Einwohnerentwicklung

Einwohnerentwicklung von Hildburghausen von 1833 bis 2018

Entwicklung der Einwohnerzahl (ab 1960 31. Dezember):
| 1833 bis 1992 - 1833: 04.269 - 1885: 05.476 1 - 1925: 07.500 - 1950: 07.568 - 1960: 08.683 - 1981: 12.045 - 1992: 11.082 - 1993: 10.951 - 1994: 12.650 - 1995: 12.555 | 1996 bis 2005 - 1996: 12.528 - 1997: 12.436 - 1998: 12.336 - 1999: 12.433 - 2000: 12.466 - 2001: 12.457 - 2002: 12.428 - 2003: 12.301 - 2004: 12.330 - 2005: 12.296 | 2006 bis 2014 - 2006: 12.245 - 2007: 12.112 - 2008: 12.016 - 2009: 12.004 - 2010: 11.901 - 2011: 11.704 - 2012: 11.695 - 2013: 11.746 - 2014: 11.670 | 2015 bis 2023 - 2015: 11.792 - 2016: 11.661 - 2017: 11.761 - 2018: 11.836 - 2019: 11.831 - 2020: 11.674 - 2021: 11.660 - 2022: 11.689 - 2023: 11.682 |

Datenquelle ab 1992: Thüringer Landesamt für Statistik

## Politik

### Stadtrat
Bei der Kommunalwahl am 26. Mai 2024 ergab sich folgende Verteilung der 24 Sitze (in Klammern die Differenz zur vorigen Kommunalwahl):
| Partei                       | Sitze      |
| ---------------------------- | ---------- |
| Wählergemeinschaft „Pro HBN“ | 9 (+9)*    |
| AfD                          | 4 (−1)     |
| Feuerwehr                    | 3 (−1)     |
| LINKE                        | 2 (−4)     |
| Bürger AKTIV                 | 2 (+2)     |
| BZH                          | 1 (±0)     |
| Heimat Stadt Leben           | 1 (+1)     |
| ÖDP/Familie ...              | 1 (+1)     |
| SPD                          | 1 (−2)     |
| CDU                          | n.k. (−5)* |

* Im Juli 2020 hat sich die CDU-Fraktion aufgelöst und vier der fünf Mitglieder zur Fraktion „Pro HBN – gemeinsam für Hildburghausen“ zusammengeschlossen. Im September 2023 ist mit Kristin Obst auch das letzte CDU-Mitglied im Stadtrat aus der Partei ausgetreten. Als Gründe wurden jeweils unterschiedliche Meinungen zum Umgang mit der AfD genannt.

### Bürgermeister
Der Bürgermeister Hildburghausens ist seit Juni 2023 Patrick Hammerschmidt (parteilos, unterstützt von der Wählergruppe Pro Hildburghausen). Er setzte sich in der Stichwahl am 18. Juni mit 58,0 % der abgegebenen gültigen Stimmen durch. Zur ersten Runde der Bürgermeisterwahl am 4. Juni waren vier Bewerber angetreten.
Die Neuwahl war notwendig geworden, da der seit 2020 amtierende Bürgermeister Tilo Kummer (Die Linke) in einem Bürgerentscheid am 26. Februar 2023 abgewählt worden war. Von Februar bis Juni 2023 wurde die Stadtverwaltung vom Ersten Beigeordneten der Stadt, Burkhard Knittel (Wählergemeinschaft Feuerwehr), geleitet.
Zuvor waren von 1996 bis 2014 Steffen Harzer (Linke) und von 2014 bis 2020 Holger Obst (CDU) die Bürgermeister von Hildburghausen.

### Wappen
| Wappen Hildburghausen | Blasonierung: „Es zeigt im Geviert Feld 1 und 4 Blau mit silbern-rot gestreiftem Bunten Löwen, Feld 2 und 3 Gold mit schwarzem Löwen mit roter Zunge und Bewehrung: Meißner Löwe.“ |
| Wappen Hildburghausen | Wappenbegründung: Die Stadt hatte schon zu Zeiten des Grafen Berthold VII. von Henneberg-Schleusingen, 1324, ein Wappen: über einer Stadtmauer mit zwei Türmen eine Henne. 1374 erhielt Hildburghausen auf Grund von Besitzveränderungen ein neues Siegel und Wappen. Bertholds Urenkelin Margarete heiratete Balthasar, Landgraf von Thüringen und Markgraf von Meißen aus dem Haus Wettin. Sie brachte als Heiratsgut ihr mütterliches Erbe, die Städte und Gerichtsbezirke Hildburghausen, Eisfeld und Heldburg-Ummerstadt in die Ehe. So erhielt Hildburghausen das Wappen mit den vier Löwen: zweimal den silbern-roten thüringischen und zweimal den schwarzen meißenischen Löwen. |

### Städtepartnerschaften
Hildburghausen unterhält Städtepartnerschaften mit
- Würselen in der Städteregion Aachen in Nordrhein-Westfalen (seit 1993) und
- Kisvárda (Kleinwardein) im Komitat Szabolcs-Szatmár-Bereg in Nordostungarn (seit 2006).

Städtefreundschaften pflegt Hildburghausen mit
- Pelhřimov (Pilgrams) in Südböhmen und
- Schwabach in Mittelfranken.

In der Waldstadt sind zu Ehren der Partnerstädte Straßen nach diesen benannt.

## Kultur und Sehenswürdigkeiten

### Sakralbauten
- Die evangelische Stadtkirche (Christuskirche) wurde 1781–1785 an der Stelle eines Vorgängerbaus durch Albrecht Friedrich von Kesslau als barocker Zentralbau errichtet. Die Ausstattung aus der Erbauungszeit ist erhalten. Besonders sehenswert ist die Prinzipalwand mit Orgel, Kanzel und Altar.
- Die Neustädter Kirche (Evangelische Apostelkirche) wurde von 1755 bis 1774 errichtet.
- Die katholische St. Leopold-Kirche war die Kirche der Hugenotten. Sie wurde 1721/22 in barocken Formen errichtet. Seit 1829 katholische Pfarrkirche, da sich die Hugenotten mit den Lutheranern uniert hatten. Der barocke Hochaltar wurde 1864 in Aschaffenburg erworben.

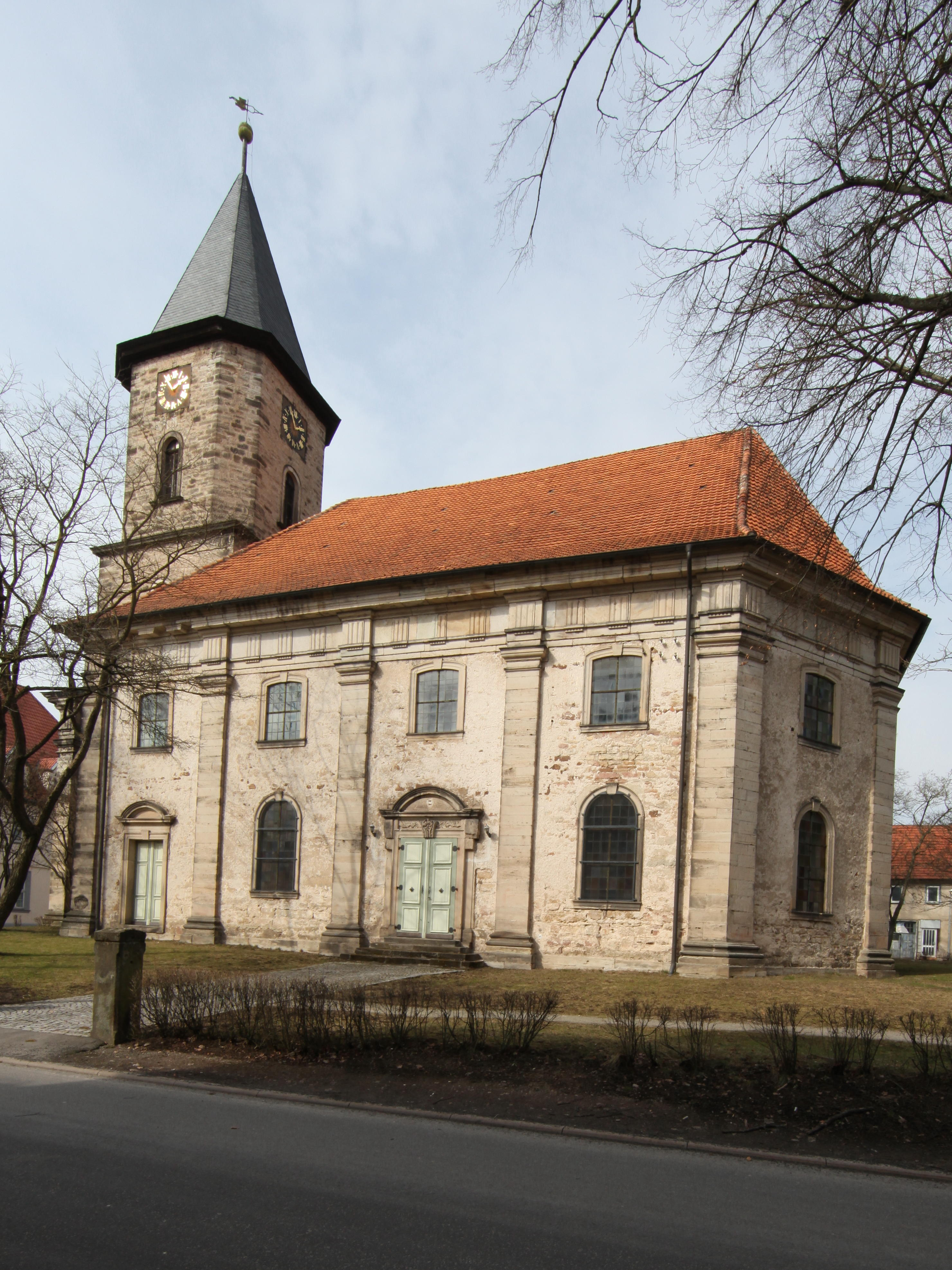
Apostelkirche
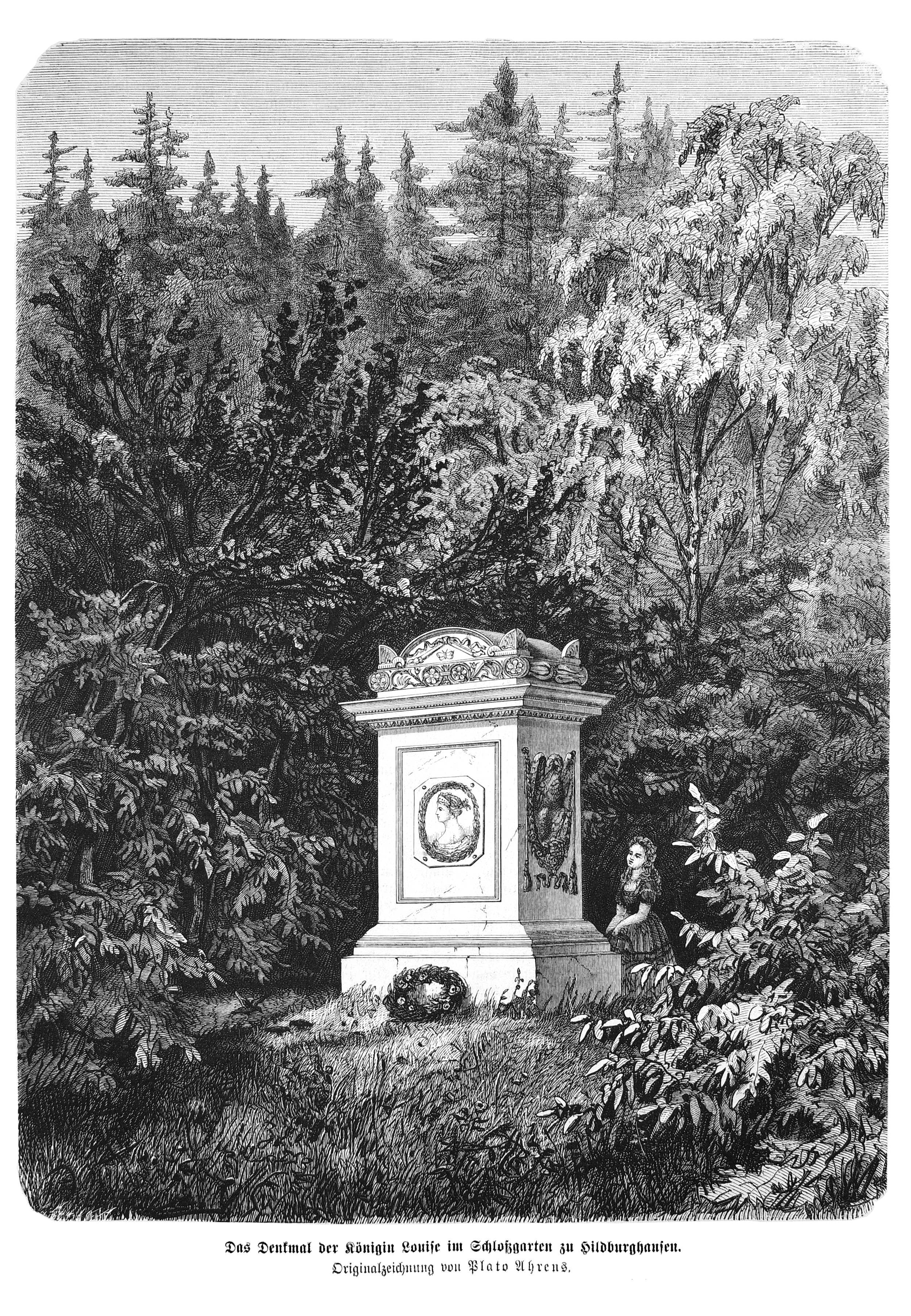
Luisendenkmal im Schlosspark

### Profanbauten

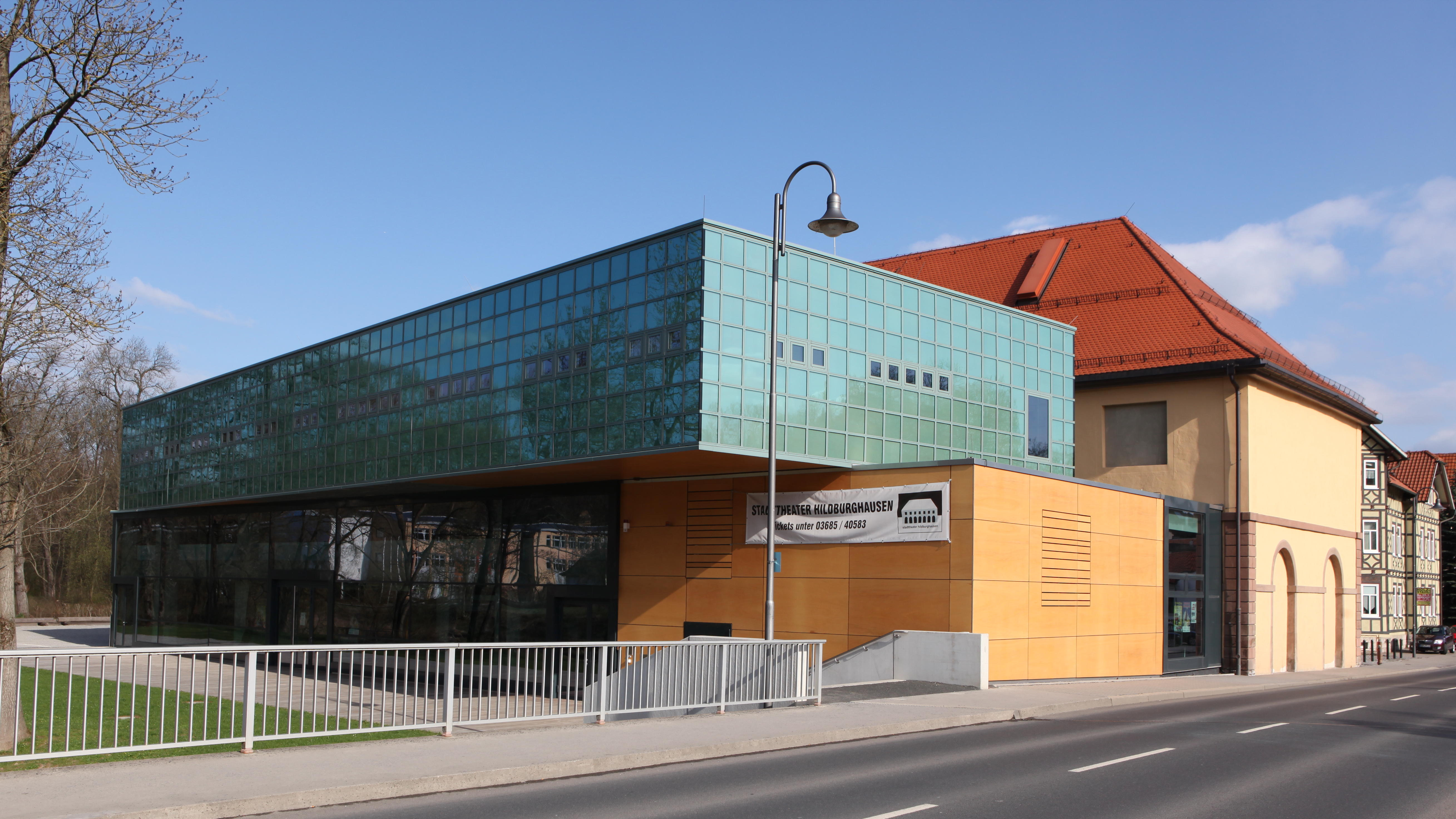
Stadttheater Hildburghausen

- Das Schloss wurde zwischen 1685 und 1695 erbaut und 1705 um den Westflügel und eine Schlosskirche erweitert. Im Schloss war Johann Wolfgang von Goethe Gast der herzoglichen Familie. Hildburghausen verlor 1826 den Status einer Residenzstadt. In der Folge wurde das Schloss innen umgebaut und unter anderem ab 1867 als Kaserne des II. Bataillons des 6. Thüringischen Infanterie-Regiments Nr. 95 genutzt. 1945 ist es durch Beschuss beschädigt und 1949/50 abgerissen worden. Erhalten blieben lediglich die Schlosskeller und der Schlosspark, der 1780 zum Landschaftsgarten umgestaltet wurde.
- Ein weiteres Schloss liegt im Stadtteil Weitersroda, inzwischen in Privatbesitz.
- Das Brunnquellsche Palais – ehemaliges Technikum und Standort des Bibliographischen Instituts
- Das Hugenottenviertel
- Das Hoheitshaus am Puschkinplatz
- Im Schlosspark ist das Denkmal der Königin Luise von Preußen zu besichtigen. Der Hofbildhauer Ernst Friedrich Schulze vollendete das Denkmal im Jahr 1815.[23]
- Das Stadttheater Hildburghausen ging 1755 aus dem 1721 errichteten Ballhaus von Herzog Ernst Friedrich I. hervor und gilt als eines der ältesten bespielten Theatern Deutschlands, neben dem noch älteren Ekhof-Theater im Gothaer Schloss Friedenstein.
- Der Stadtfriedhof im Norden der Stadt wurde 1885 eingeweiht, in dem parkartig gestalteten Gelände bildet eine meterhohe Säule – ein Denkmal für Herzogin Charlotte – den markanten Mittelpunkt.

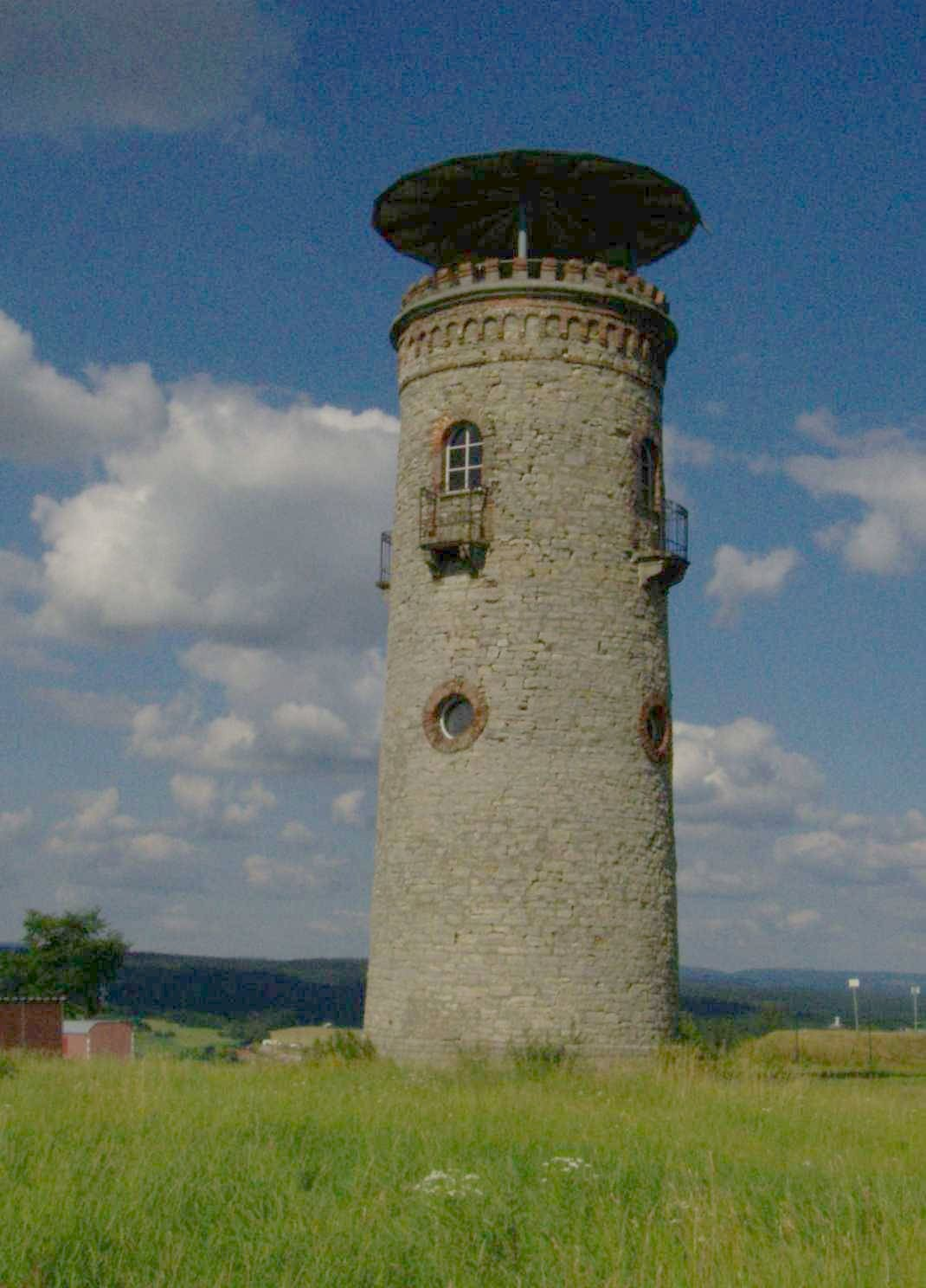
Bismarckturm auf dem Stadtberg

- Südlich der Stadt befindet sich der Stadtberg, auf dessen Gipfel sich ein Aussichtsturm befindet. Der 15 m hohe runde Turm wurde 1882 als Stadtbergturm errichtet und 1905 in Bismarckturm umbenannt.[24] Von der Aussichtsplattform sind der Dolmar (740 m) bei Meiningen, der Thüringer Wald, der Bleßberg (865 m) bei Eisfeld, die Veste Coburg (464 m), die Veste Heldburg, die Burgruine Straufhain (449 m) und die Gleichberge (679 und 641 m) zu sehen.
- Im Ortsteil Weitersroda wurde zu DDR-Zeiten ein Friedensbrunnen errichtet, im Stadtteil Wallrabs befindet sich der Glockenbrunnen.

Kriegsgräberstätte Hildburghausen: Ehrenmal für die Opfer des Ersten Weltkriegs (Namen der gefallenen Hildburghausener auf Rückseite) und Gräberfeld für die damals in Lazaretten der Stadt verstorbenen Soldaten. Seit 2005 erinnert eine an das Ehrenmal gelehnte Tafel: „Zum Gedenken an die Gefallenen, Vermissten und Opfer des II. Weltkrieges“. Viele in Lazaretten in Hildburghausen verstorbene Soldaten auch des Zweiten Weltkrieges ruhen auf dem Friedhof. Ein weiteres Gräberfeld wurde für die Opfer des Bombenangriffs vom 23. Februar 1945 angelegt.
Auf dem Städtischen Friedhof befinden sich die Gräber und ein Ehrenhain für 23 Kriegsgefangene aus der Sowjetunion sowie 65 Zwangsarbeiter unbekannter Nationalität. Ein weiteres Gräberfeld und Gedenkstein erinnern an 31 Opfer der alliierten Streitkräfte aus Frankreich, Belgien, Serbien, Italien, USA und Großbritannien.
Auf der Kriegsgräberstätte finden sich zwei weitere Denkmäler: „Zum Gedenken der Opfer von Flucht und Vertreibung nach dem Zweiten Weltkrieg“ und „Zum ehrenden Gedenken an die Opfer der Gewaltherrschaften“.

### Museen

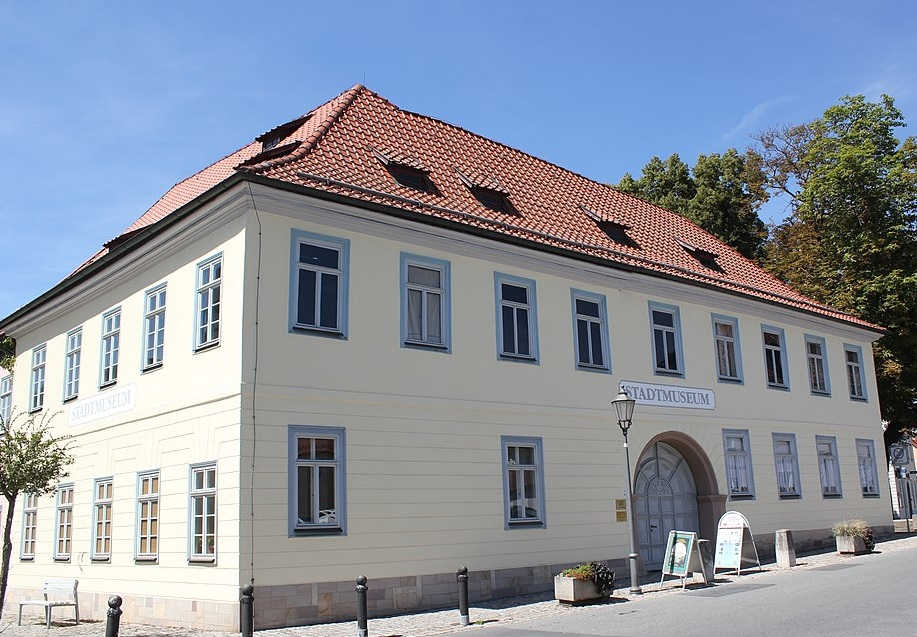
Stadtmuseum Hildburghausen

- Die Geschichte der Stadt zeigt das Stadtmuseum in der Alten Post.[25]
- Das Trützschlersche Milch- und Reklamemuseum am Bertholdstor erinnert an frühere Formen gewerblicher Milchverarbeitung und eine Schausammlung mit Reklameschildern.[26]

### Sonstiges
- Ein Wildgehege befindet sich als Naherholungsmöglichkeit am Stadtrand – in der Flur „Gemauerte Teiche“.

## Wirtschaft und Infrastruktur

### Öffentliche Einrichtungen
Die Stadt ist Sitz des Amtsgerichts Hildburghausen, das zum Bezirk des Landgerichts Meiningen gehört.

### Gesundheitswesen
Die Helios Fachkliniken Hildburghausen gehört zu den bekannten Einrichtungen der Stadt Hildburghausen. Das Krankenhaus wurde 1866 als „Herzoglich-Sachsen-Meiningsche-Landes-Irrenheil- und Pflegeanstalt“ eröffnet. Es wurde im Dezember 2001 zu 74,7 Prozent privatisiert, die restlichen Anteile verkaufte der Freistaat Thüringen im Dezember 2005. Die Tochtergesellschaft des Rhön-Klinikums wurde im Februar 2014 an die Helios-Kliniken weiterverkauft. Die Fachklinik hat ca. 411 Betten. Angegliedert ist auch ein Maßregelvollzug mit 65 Plätzen. Heute ist das Fachkrankenhaus der größte Arbeitgeber der Region.
Die Henneberg-Kliniken Hildburghausen (früher Poliklinik) gingen Ende 2007 eine Gemeinschaft mit den Krankenhäusern aus den Nachbarlandkreisen Sonneberg und Coburg ein. Das gemeinsame Vorgehen mehrerer Landkreise verschiedener Bundesländer ist bisher einmalig in Deutschland. In der Nähe der Henneberg-Kliniken befindet sich auch die Rettungswache der Regiomed-Kliniken-Gruppe.

### Verkehr
Der Bahnhof Hildburghausen liegt an der Werrabahn, die bis zum Zweiten Weltkrieg Eisenach mit Lichtenfels verband. Es verkehrt die Linie STB 41 der Süd-Thüringen-Bahn tagsüber im Stundentakt nach Eisenach über Meiningen und in Richtung Eisfeld–Sonneberg(–Neuhaus am Rennweg). Zwischen 1888 und 1946 begann südlich vom Bahnhof Hildburghausen die schmalspurige Bahnstrecke Hildburghausen–Lindenau-Friedrichshall, als Lokalbahn betrieben, die über Bedheim und Heldburg zum Streckenendpunkt Lindenau-Friedrichshall an der thüringisch-bayerischen Grenze führte.
Im Busverkehr ist die Stadt in das Netz des WerraBus integriert. Eine wochentags stündliche Busverbindung besteht über Schleusingen nach Suhl.
Durch die Stadt führt die Bundesstraße B 89. Sie verbindet Hildburghausen mit den Städten Meiningen (ca. 26 km nordwestlich), Eisfeld (ca. 15 km östlich) und Sonneberg (ca. 38 km ostsüdöstlich). Des Weiteren stellt die B 89 die Verbindung zur A 71 (Anschlussstelle 22 – Meiningen-Süd, ca. 21 km nordwestlich) und damit zu den Fernzielen Schweinfurt (ca. 55 km südwestlich) und Erfurt (ca. 64 km nordnordöstlich), sowie zur A 73 (Anschlussstelle 5 – Eisfeld-Nord, ca. 11 km ostnordöstlich) und damit zu den Fernzielen Suhl (ca. 20 km nördlich), Bamberg (ca. 60 km südsüdöstlich) und Nürnberg (ca. 110 km südsüdöstlich) her. Nach Süden führt die L1134 aus der Stadt heraus, die Hildburghausen mit Bad Rodach (ca. 10 km südsüdöstlich) und Coburg (ca. 25 km südöstlich) verbindet.

### Bildung
- Grundschulen: Staatliche Grundschule Astrid Lindgren Hildburghausen, Staatliche Grundschule I Hildburghausen
- Förderschulen: Albert-Schweitzer-Förderschule Hildburghausen, Staatlich Regionales Förderzentrum Hildburghausen
- Regelschulen: Staatliche Regelschule Dr. Carl Ludwig Nonne Hildburghausen, Staatliche Regelschule Joliot-Curie Hildburghausen
- Berufsschule: Staatliches Berufsbildendes Schulzentrum Hildburghausen
- Gymnasium: Gymnasium Georgianum Hildburghausen

## Persönlichkeiten

### Dunkelgräfin

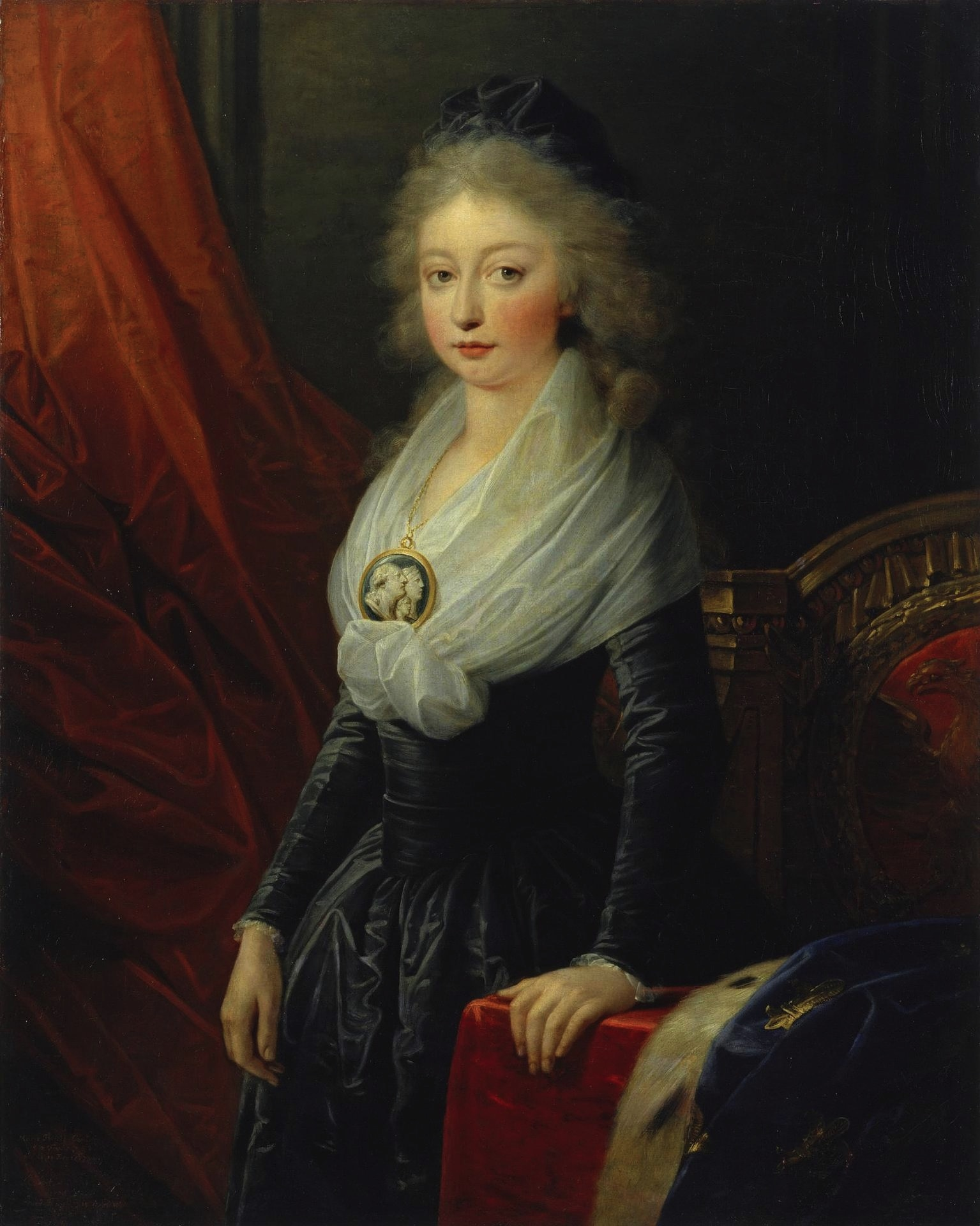
Marie Thérèse, genannt Madam Royale – die Dunkelgräfin?

Eine Begebenheit hat sich Anfang des 19. Jahrhunderts in Hildburghausen zugetragen, die bis heute Historiker und Schriftsteller beschäftigt. Am 7. Februar 1807 stieg im Hotel „Gasthaus zum Englischen Hof“ am Markt 14 zu Hildburghausen eine tief verschleierte Dame in Begleitung eines Herren ab, der sich Vavel de Versay nannte. Ihre Ankunft war angekündigt worden, jedoch ohne einen Namen. Ihr Name wurde nie bekannt. Die Bevölkerung nannte sie bald die Dunkelgräfin, dazu beigetragen hat Ludwig Bechstein mit seinem 1854 erschienenen Roman Der Dunkelgraf. Die Dunkelgräfin lebte bis 1810 in Hildburghausen, dann zog sie in das nahe Eishausen und lebte dort bis zu ihrem Tode, ohne ihr Geheimnis zu verraten. 1837 verstarb sie und wurde am Stadtberg in Hildburghausen beigesetzt. Man vermutete, dass es sich bei ihr um Marie Thérèse Charlotte de Bourbon, eine Tochter Ludwigs XVI. und Marie-Antoinettes, handelt.
Der geheimnisvolle Vorgang führte zu diversen Büchern und Vorträgen. Zum 200. Jahrestag ihrer Ankunft gab es im Haus, das heute anstelle des Gasthauses zum Englischen Hof steht, eine Ausstellung und zu ihrem 175. Todestag fand vom 7. bis zum 9. September 2007 ein Kolloquium statt.
Am 15. Oktober 2013 wurde ihr Grab geöffnet, um mithilfe von DNA-Spuren ihre Identität zu klären. Ein interdisziplinäres Wissenschaftlerteam hatte seit der Graböffnung 2013 umfangreiche Untersuchungen an den sterblichen Überresten und vergleichende DNA-Analysen vorgenommen. Die Proben aus dem Grab stimmten nicht mit der weiblichen Linie Maria Thérèses überein.

### Ehrenbürger
- Paul von Hindenburg (1847–1934), Generalfeldmarschall[30]

### Söhne und Töchter der Stadt

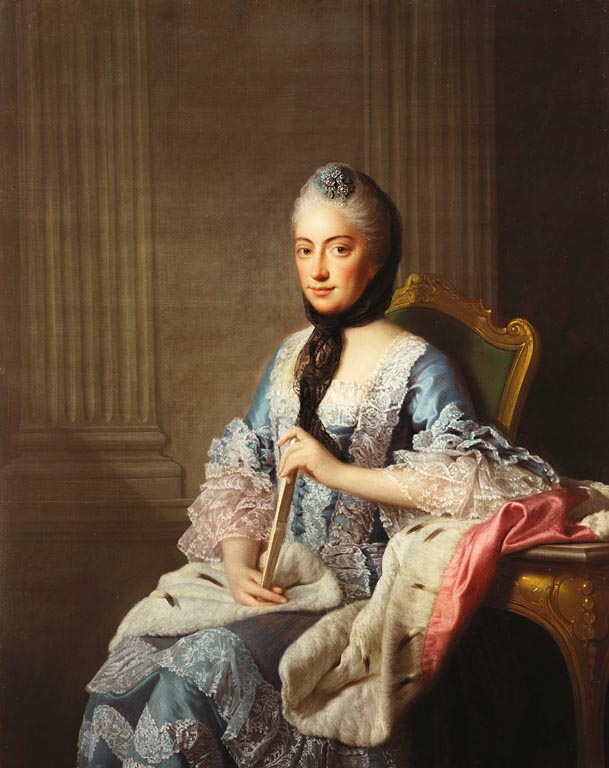
Elisabeth Albertine von Sachsen-Hildburghausen, Herzogin zu Mecklenburg-Strelitz (1713–1761)

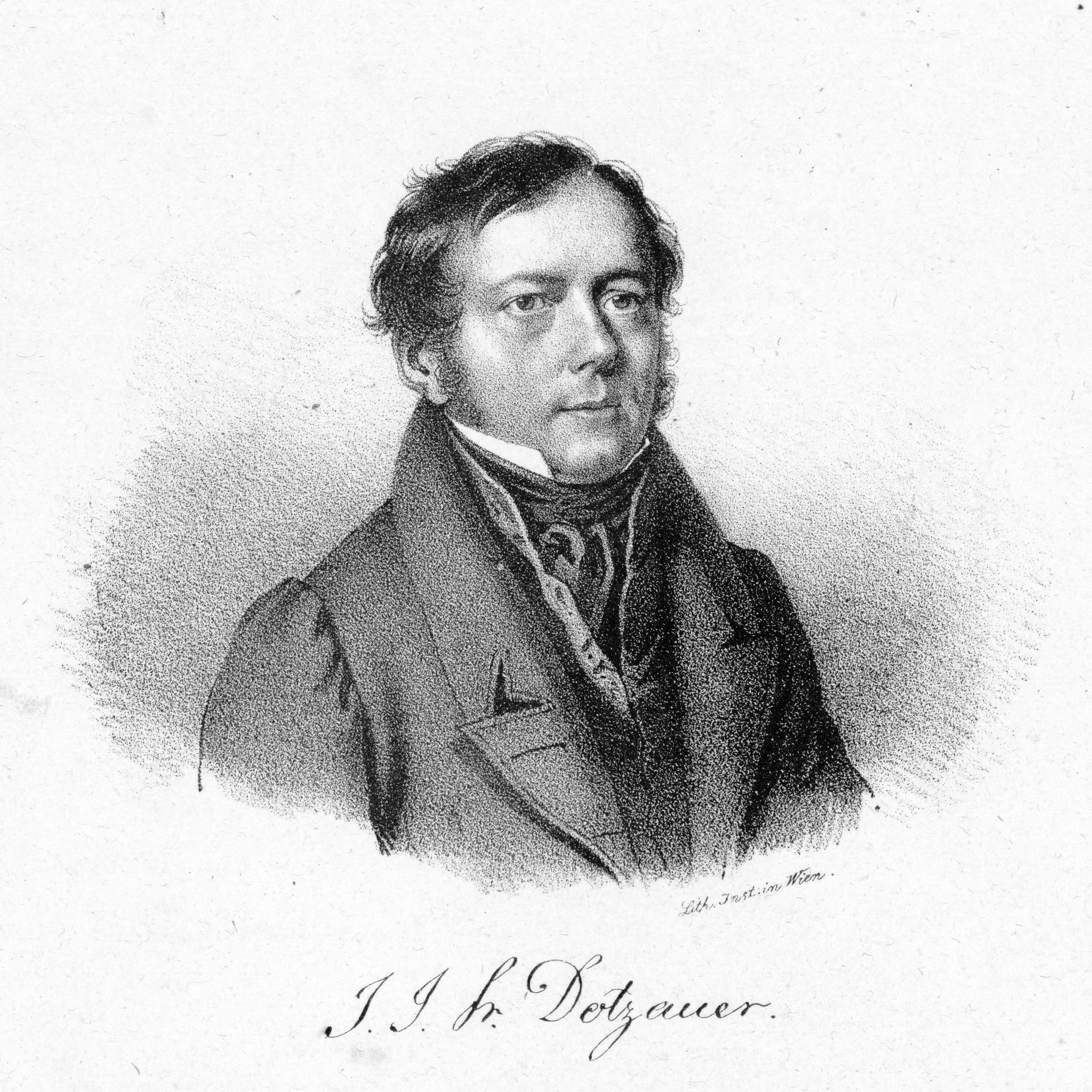
Friedrich Dotzauer (1783–1860)

Gustav Adolf Müller (1812–1901)

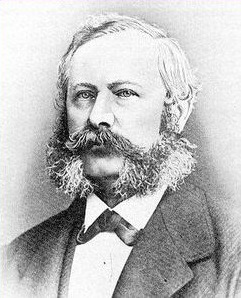
Der Astronom Eduard Schönfeld (1828–1891)

- Hildburghausen war Residenz der Herzöge von Sachsen-Hildburghausen
- Benedikt Faber (1580–1634), Komponist, Musiker (Hofkapelle Coburg unter Melchior Franck)
- Dorothea Notnagel (–1614), wurde in einem Hexenprozess als erste Frau aus Hildburghausen verurteilt und verbrannt[2]
- Michael Heinrich Reinhard (1676–1732), evangelischer Theologe
- Johann Christian Dotzauer (1696–1773), Orgelbauer
- Joseph Friedrich von Sachsen-Hildburghausen (1702–1787), Kaiserlicher und Reichs-Generalfeldmarschall
- Michael Heinrich Reinhard (1706–1767), evangelischer Theologe
- Elisabeth Albertine von Sachsen-Hildburghausen (1713–1761), Herzogin von Mecklenburg-Strelitz
- Johann Paul Reinhard (1722–1779), Professor der Geschichte in Erlangen
- Conrad Ludwig Gallus Hermes (1728–1784), Bildhauer und Bildstockmeister im Hochstift Würzburg
- Johann Georg Pfranger (1745–1790), Hofprediger in Meiningen und Schriftsteller
- Johann Heinrich Schmidt (1749–1829), Porträtmaler, kur-sächsischer u. königl. sächs. Hofmaler
- Franz Kotta (1758–1821), Künstler, Maler, Bildhauer und Porzellanmodelleur
- Sophie von Sachsen-Hildburghausen (1760–1776), Herzogin von Sachsen-Coburg-Saalfeld
- Friedrich Dotzauer (1783–1860), Komponist
- Laurenz Hannibal Fischer (1784–1868), Politiker
- Ludwig Nonne (1785–1854), Schulreformator, Begründer des Lehrerseminars und Herausgeber der „Dorfzeitung“
- Charlotte von Sachsen-Hildburghausen (1787–1847), Prinzessin von Württemberg
- Carl Radefeld (1788–1874), Major und Kartograph
- Luise von Sachsen-Hildburghausen (1794–1825), Prinzessin von Sachsen-Hildburghausen, Herzogin von Nassau
- Carl Kühner (1804–1872), Theologe, Pädagoge und Publizist
- Laurenz Wilhelm Fischer (1810–1866), Rechtsanwalt und Politiker
- Ernst Erhard Schmid (1815–1885), Paläontologe, Petrograph, Mineraloge, Geologe und Hochschullehrer
- Armin Radefeld (1817–1885), Pädagoge, Geistlicher und Lexikograph
- Friedrich von Uttenhoven (1818–1889), Staatsminister in Sachsen-Meiningen
- Marie von Sachsen-Altenburg (1818–1907), letzte Königin von Hannover
- Eduard Rückert (1822–1880), Reichstagsabgeordneter und Landtagspräsident
- Rudolf Scheller (1822–1900), Fertigsuppenfabrikant
- Ernst Nonne (1826–1895), Bürgermeister von Hildburghausen, Vizepräsident des Landtags von Sachsen-Meiningen
- Elisabeth von Sachsen-Altenburg (1826–1896), Prinzessin von Sachsen-Altenburg, durch Heirat Großherzogin von Oldenburg
- Eduard Müller (1828–1895), Bildhauer
- Gustav Adolf Müller (1828–1901), Maler
- Eduard Schönfeld (1828–1891), Astronom
- Philipp Wagner (1829–1906), Badearzt in Bad Salzungen, Präsident des Allgemeinen Deutschen Bäderverbandes
- Wilhelm Friedrich von Heim (1835–1912), Staatsminister des Herzogtums Sachsen-Meiningen, Ehrenbürger von Hildburghausen
- Heinrich Stürenburg (1847–1934), Altphilologe und Pädagoge
- Max Wölfing (1847–1928), evangelischer Feldpropst
- Wilhelm Weingart (1856–1936), Porzellanfabrikant und Amateurbotaniker
- Hans Meyer (1858–1929), Verleger, Geograph und Afrikaforscher
- Joseph Bornmüller (1862–1948), Botaniker
- Hermann Pusch (1865–1936), Gymnasialprofessor und Heimatforscher
- Fritz Grubert (1870–1925), Volksschriftsteller
- Hermann Meyer (1871–1932), Verleger, Geograph und Forschungsreisender, Sohn des Verlegers Herrmann Julius Meyer (1826–1909)
- Rudolf Unger (1876–1942), Germanist und Literaturhistoriker
- Ernst Wagner (1876–1928), Mediziner und Physiker, Professor für Physik
- Max Westhäuser (1885–1958), Maler und Grafiker
- Ernst Kaiser (* 23. Dezember 1885; † 7. Juli 1961) Pädagoge, Landschaftsbiologe und Naturschützer[31]
- Karl Seizinger (1889–1978), Kupferstecher
- Moritz Mitzenheim (1891–1977), Theologe, Thüringer Landesbischof, Ehrenbürger der Stadt (1964)[32]
- Johannes Otto Berger (1893–1974), Architekt
- Wilhelm Marotzke (1897–1949), Ministerialdirektor und Wirtschaftsfunktionär
- Herbert Werner (1902–1992), evangelisch-lutherischer Pfarrer, Mitglied der Bekennenden Kirche (BK), Verfolgter des Naziregimes und Hochschullehrer für Praktische Theologie
- Kurt Friedrich (1903–1944), Volkswirt, kommunistischer Widerstandskämpfer gegen den Nationalsozialismus und Opfer des Faschismus
- Walter Höhler (1907–1967), Zahnarzt und SS-Hauptsturmführer, Zahnarzt im KZ Mauthausen
- Günther Deicke (1922–2006), Lyriker
- Brigitte Berger, geborene Kellner (1928–2015), deutsch-US-amerikanische Soziologin und Hochschullehrerin
- Wilhelm Bittorf (1929–2002), Journalist und Filmemacher
- Rötger Groß (1933–2004), Politiker (FDP)
- Barbara Meffert (1937–2014), Fotografin
- Hans-Dieter Fritschler (1941–2021), Politiker und Parteifunktionär der SED
- Norbert Klaus Fuchs (* 1941), Ing., Dipl.-Ing., Autor, Herausgeber und Verleger
- Bärbel-Kathrin Langbein (1943–1990), kunsthandwerkliche Textilgestalterin
- Hans-Jürgen Salier (1944–2021), Pädagoge, Verleger und Autor
- Jochen Berger (1946–2010), erster deutscher Profi-Kopilot im Rallyesport, Rallye-Europameister 1974
- Udo Poser (* 1947), Schwimmer
- Ronald Dehne (* 1948), Schauspieler
- Dieter Hoffmann (* 1950), Kernphysiker und Hochschullehrer
- Ute Geiling (* 1952), Erziehungswissenschaftlerin
- Doris Liebermann (* 1953), Autorin und Journalistin
- Jürgen Straub (* 1953), Leichtathlet und Olympiamedaillengewinner
- Ralf Geisthardt (1954–2018), Politiker (CDU)
- Ronald Weigel (* 1959), Leichtathlet
- Renate Licht (* 1963), Gewerkschafterin, Richterin am Thüringer Verfassungsgerichtshof
- Torsten Warmuth (* 1968), Künstler
- Kristin Lenhardt (* 1974), Schauspielerin
- Toni Geiling (* 1975), Komponist
- Michael Brodführer (* 1979), Politiker (CDU)
- Nadine Hoffmann (* 1979), Biologin und Politikerin (AfD)
- Christoph Otto (* 1985), Filmeditor und Filmregisseur
- Franziska Fritz-Glahn (* 1991), Bobsportlerin, Vize-Europameisterin
- Vinzenz Glaser (* 1992), Politiker (Die Linke), Mitglied des Deutschen Bundestags

### Weitere Persönlichkeiten

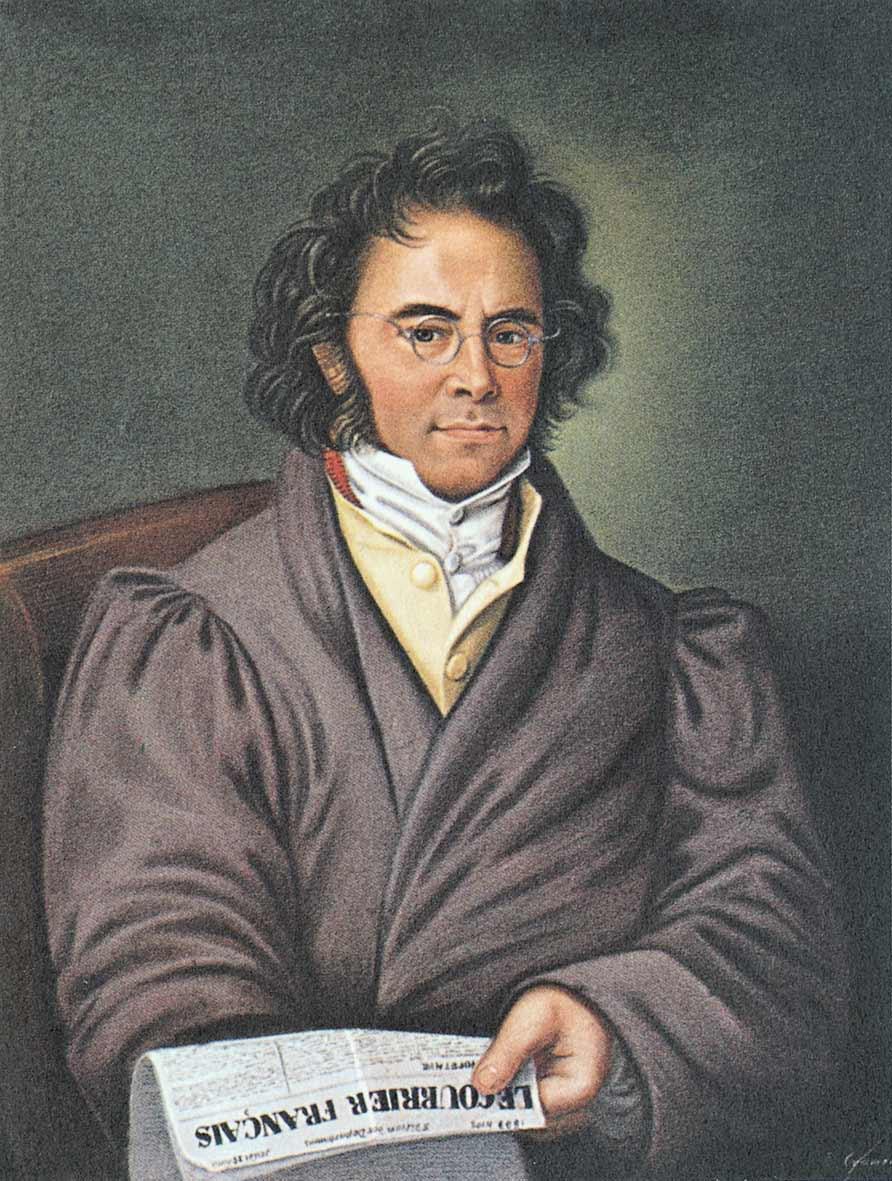
Der Publizist, Verleger und Unternehmer Joseph Meyer um 1840

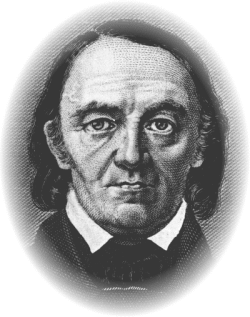
Der Maler und Kupferstecher Carl Barth

- Jakob Burckhard (1681–1752), Altphilologe und Bibliothekar, Gymnasialprofessor in Hildburghausen
- Lorenz Reinhard (1700–1752), Gymnasiallehrer in Hildburghausen
- Johann Valentin Tischbein (1715–1768), Hofmaler von Sachsen-Hildburghausen
- Philipp Ernst Kern (1716–1776), Generalsuperintendent in Hildburghausen
- Johann Thomas Schmidt (1718–1790), herzogl. Hofmaler in Hildburghausen
- Anton Schweitzer (1735–1787), Komponist, Mitglied der Hofkapelle von Sachsen-Hildburghausen
- Ernestine Auguste Sophie von Sachsen-Weimar-Eisenach (1740–1786), Herzogin von Sachsen-Hildburghausen, förderte das Musikleben
- Johann Christian Wagner (1747–1825), Regierungsrat, Kirchenlieddichter und Ehrenbürger von Hildburghausen
- Charlotte Georgine Luise von Mecklenburg-Strelitz (1769–1818), Herzogin von Sachsen-Hildburghausen, förderte das kulturelle Leben der Stadt
- Friedrich Karl Forberg (1770–1848), Philosoph und Philologe, lebte ab 1827 in Hildburghausen
- Friedrich Sickler (1773–1836), Gründungsrektor des Gymnasiums in Hildburghausen
- Wilhelm von Türk (1774–1846), Jurist und Pädagoge, lebte zeitweise in Hildburghausen
- Carl Hohnbaum (1780–1855), Arzt und Publizist, Begründer der Hildburghäuser „Irrenanstalt“
- Johann Karl Ruppius (1786–1866), Arzt, Hofarzt von Sachsen-Hildburghausen
- Carl Barth (1787–1853), Zeichner und Kupferstecher
- Friedrich Rückert (1788–1866), Dichter und Begründer der deutschen Orientalistik, wohnte zeitweise in Hildburghausen
- Joseph Meyer (1796–1856), Gründer des Bibliographischen Instituts (Meyers Konversations-Lexikon etc.), lebte ab 1828 in Hildburghausen
- Heinrich Anton Carl Berger (* 1796 in Coburg; † vor 1867), Arzt, Fossiliensammler, Geologe und Paläontologe, lebte ab ca. 1859 in Hildburghausen
- Wilhelm Ludwig Demme (1801–1878), Schriftsteller, lebte zeitweise in Hildburghausen
- Friedrich Eduard Oberländer (1807–1879), Ehrenbürger der Stadt
- Karl Ludwig Peter (1808–1893), Historiker und Pädagoge, Schulrat in Hildburghausen
- Otto Ludwig (1813–1865), Schriftsteller, besuchte das Gymnasium in Hildburghausen
- Friedrich Hofmann (1813–1888), Schriftsteller, arbeitete zwischen 1841 und 1858 in Hildburghausen an Meyers Lexika mit
- Herrmann Julius Meyer (1826–1909), Sohn von Joseph Meyer, Verleger, lebte und arbeitete zwischen 1828 und 1874 in Hildburghausen
- Otto Dammer (1839–1916), Chemiker, arbeitete in Hildburghausen an Meyers Lexika mit
- Sophie Junghans (1845–1907), Schriftstellerin, starb in Hildburghausen
- Paul Alfred Biefeld (1867–1943), Astronom und Physiker, Professor am Technikum Hildburghausen
- Karl Kien (1869–1943), Buchbinder und Politiker (DNVP)
- Heinrich Beck (1878–1937), Ingenieur der Elektrotechnik, studierte zwischen 1896 und 1898 am Technikum Hildburghausen
- Ottomar Benz (1880–1960), Bürgermeister 1908 bis 1913
- Fritz Hille (1882–1959), Lehrer und Politiker (NSDAP)
- Karl Rambusch (1918–1999), Physiker, Direktor des Atomkraftwerkes Rheinsberg, studierte ab 1938 am Technikum Hildburghausen